# تشاي
تشاي (بالبرتغالية: Chayene Medeiros Oliveira Santos‏) هو لاعب كرة قدم برازيلي في مركز الهجوم، ولد في 29 سبتمبر 1990 في ريو دي جانيرو في البرازيل. لعب مع موانغتونغ يونايتد ونادي كيدا دارول أمان.